# Станнид трижелеза
Станнид трижелеза — бинарное интерметаллическое неорганическое соединение
железа и олова
с формулой Fe3Sn,
кристаллы.

## Получение
- Сплавление стехиометрических количеств чистых веществ:

{\displaystyle {\mathsf {3Fe+Sn\ {\xrightarrow {838^{o}C}}\ Fe_{3}Sn}}}

## Физические свойства
Станнид трижелеза образует кристаллы
гексагональной сингонии,
пространственная группа P 63/mmc,
параметры ячейки a = 0,5458 нм, c = 0,4361 нм, Z = 2,
структура типа станнида триникеля Ni3Sn
.
Соединение по перитектической реакции при температуре 838°С  (880°С ).
При температуре ниже 765°С соединение находится в метастабильном состоянии.